# Christlich Soziale Wähler Union
Die Christlich Soziale Wähler Union im Saarland e.V. (CSWU) war eine von 1978 bis 1981 im Saarland aktive deutsche Partei. 
Die CSWU wurde 1978 von Alfons Senz und Jürgen Presser gegründet und stützte sich auf frühere Anhänger der CVP, christliche Gewerkschafter und freie Listen. Sie stand der bayerischen CSU nahe.
Bei den Kommunalwahlen im Saarland 1979 konnte die CSWU einzelne Erfolge feiern. Ihr stärkstes Ergebnis erreichte sie in Illingen (Saar) mit 7,5 %. Sie trat zur Landtagswahl im Saarland 1980 an, erhielt jedoch nur 2104 Stimmen, was 0,3 % der gültigen Stimmen entsprach. 1981 löste sich die Partei auf.